# Maisons, Calvados

Maisons este o comună în departamentul Calvados, Franța. În 1 ianuarie 2022 avea o populație de 430 de locuitori.